# Alec Head
Alec Head, né le 31 juillet 1924 et mort le 22 juin 2022 aux Bahamas, est une figure majeure du sport hippique. Après une brève carrière de jockey de plat et d'obstacles dans les années 1940, il devient un entraîneur à succès en plat, remportant notamment pour les prestigieuses casaques Wertheimer et Aga Kan quatre Prix de l'Arc de Triomphe. En parallèle, il acquiert le Haras du Quesnay dans le Calvados et depuis ce fief influe considérablement sur l'élevage de pur-sang. Il est le père de l'entraîneure Christiane Head et du jockey Freddy Head, deux autres figures incontournables des courses françaises.

## Biographie

Casaque de Mme Alec Head

Alec Head est issu de l'alliance de deux familles anglaises établie en France au XIXe siècle, et qui ont brillé dans les courses de chevaux, l'une à Maisons-Laffitte, l'autre à Chantilly. Côté paternel, son grand-père William Johnson fut un grand jockey d'obstacles, vainqueur de la Grande Course de Haies d'Auteuil en 1889, à l'image de son fils William Head, qui se reconvertit avec succès en entraîneur de plat, remportant deux Prix de l'Arc de Triomphe avec Le Paillon en 1947 et Bon Mot en 1966. Côté maternel, Alec Head est le petit-fils de Henry Jennings, qui a remporté comme entraîneur quatre Prix du Jockey Club et sept Prix de Diane entre les années 1840 et 1880.  
Alec Head entame sa carrière de jockey durant la guerre, brillant tant en obstacles (la Grande Course de Haies d'Auteuil en 1946) qu'en plat, mais une mauvaise chute le pousse à raccrocher les bottes dès 1947, à seulement 23 ans. Il se tourne alors vers une carrière d'entraîneur de chevaux de plat, soutenu par l'écurie de Pierre Wertheimer, puis celle de l'Aga Khan, de 1952 à 1962. Dans les années 60, il a jusqu'à 140 chevaux sous sa responsabilité. Essentiellement avec ces deux célèbres casaques, il multiplie les succès de prestige en France comme en Angleterre, remportant le Derby d'Epsom, les 1000 Guinées et les 2000 Guinées, quatre Prix de l'Arc de Triomphe (Nuccio en 1952 et Saint-Crespin en 1962 pour la dynastie Aga Khan, Ivanjica en 1976 et Gold River en 1981 pour les Wertheimer), trois Prix du Jockey Club, deux Prix de Diane, etc[réf. souhaitée]. 
En parallèle, Alec Head acquiert en 1958 avec son père et son frère Peter le Haras du Quesnay à Vauville dans le Calvados. Un château du XVe siècle entouré de 270 hectares de terre et équipé de 220 boxes. De là, il se lance dans des opérations d'élevage qui ne tardent pas à connaître un grand succès. Il le doit à son flair et son coup d’œil, qui lui ont permis de dénicher, notamment aux États-Unis où il se rend, en pionnier, pour acheter des yearlings. C'est ainsi qu'il acquiert Lyphard et Riverman, deux champions qu'il entraîna lui-même et qui allaient s'avérer deux des étalons parmi les plus influents de la seconde moitié du siècle, officiant d'abord en France, puis aux États-Unis. Son coup de génie fut de réintroduire en France des courants de sang américains basés sur des juments importées aux États-Unis quelques décennies plus tôt (à l'image de La Troienne par exemple). Par la suite, son élevage se pérennisa grâce à des étalons comme Anabaa, et ne cessa de rencontrer le succès, à l'image des  championnes Trêve, élevée au Quesnay et double lauréate du Prix de l'Arc de Triomphe en 2014 et 2015, Detroit (Arc 1980) ou Goldikova, issue de Anabaa et d'une famille estampillée Head[réf. souhaitée]. 

## Vie privée
Alec Head est le père de l'entraîneure Christiane Head, qui fut la première femme à seller un vainqueur de l'Arc (Three Troikas en 1976, sous les couleurs de sa mère Ghislaine Head) et du jockey et entraîneur Freddy Head, qui ont tous deux bâti parmi les plus beaux palmarès des courses françaises.  

## Reconnaissances et postérité
En 1998, c'est toute la famille Head qui est honorée par la planète courses via l'attribution d'un Daily Telegraph Award of Merit. Un an après la disparition d'Alec Head, à l'âge de 97 ans, le Prix de la Nonette, un groupe 2 disputé durant le meeting aoûtien de Deauville, est rebaptisé Prix Alec Head en sa mémoire[réf. souhaitée]. 
Une avenue à son nom est inaugurée en juin 2024 dans la commune de Gouvieux. 
De son père, Freddy Head avait déclaré : « Dans sa vie, il a vu passer plus de deux millions de chevaux. Il est pourtant capable de voir un foal de quelques jours durant trente secondes et de le reconnaître deux ans plus tard dès le premier regard.»

## Palmarès sélectif comme entraîneur
France
- Prix de l'Arc de Triomphe – 4 – Nuccio (1952), Saint Crespin (1959), Ivanjica (1976), Gold River (1981)
- Prix du Jockey Club – 3 – Charlottesville (1960), Roi Lear (1973), Val de l'Orne (1975)
- Prix de Diane – 2 – Pistol Packer (1971), Reine de Saba (1978)
- Poule d'Essai des Poulains – 4 – Buisson Ardent (1956), Riverman (1972), Green Dancer (1975), Red Lord (1976)
- Poule d'Essai des Pouliches – 5 – Toro (1957), Yla (1958), Ginetta (1959), Ivanjica (1975), Dancing Maid (1978)
- Grand Prix de Paris – 1 – Charlottesville (1960)

 Royaume-Uni
- Derby – 1 – Lavandin (1956)
- 2000 Guineas Stakes – 1 – Taboun (1959)
- 1000 Guineas Stakes – 1 – Rose Royale II (1957)
- King George VI & Queen Elizabeth Stakes – 1 – Vimy (1955)
- Queen Elizabeth II Stakes – 2 – Hafiz II (1955), Midget II (1957)
- Coronation Stakes – 2 – Midget II (1956), Toro (1957)
- Champion Stakes – 1 – Hafiz (1955), Rose Royale (1957)
- Gold Cup – 1 – Sheshoon (1960)